# José C. Vales
José Calles Vales (Zamora, 1965) è uno scrittore e traduttore spagnolo.

## Biografia
Nato a Zamora nel 1965, si è laureato in filologia spagnola all'Università di Salamanca e specializzato in filosofia ed estetica della letteratura romantica a Madrid.
Prima di esordire nella narrativa nel 2013 con il romanzo El Pensionado de Neuwelke, ha lavorato come redattore, editore e soprattutto traduttore per diverse case editrici (traducendo principalmente autori classici inglesi) oltre a collaborare come critico in alcune pagine culturali del web.
Nel 2015 ha ottenuto il prestigioso Premio Nadal con Cabaret Biarritz, uno spaccato sulla vita delle classi agiate nella Biarritz degli anni '20.

## Opere principali
- El Pensionado de Neuwelke (2013)
- Cabaret Biarritz (2015), Vicenza, Neri Pozza, 2016; traduzione di Silvia Sichel ISBN 978-88-545-1140-8.
- Celeste 65 (2017)

## Premi e riconoscimenti
- Premio Nadal: 2015 con Cabaret Biarritz